# Хирвасъярви (озеро, Лоухский район)
Хирвасъярви — озеро на территории Кестеньгского сельского поселения Лоухского района Республики Карелии.

## Общие сведения
Площадь озера — 1,4 км², площадь водосборного бассейна — 1400 км². Располагается на высоте 175,8 метров над уровнем моря.
Форма озера лопастная, продолговатая: оно вытянуто с северо-запада на юго-восток. Берега каменисто-песчаные, местами заболоченные.
Через озеро протекает река Писта, впадающая в озеро Верхнее Куйто.
В озере расположено не менее трёх безымянных островов различной площади.
Код объекта в государственном водном реестре — 02020000811102000004357.